# Nowe Tychy

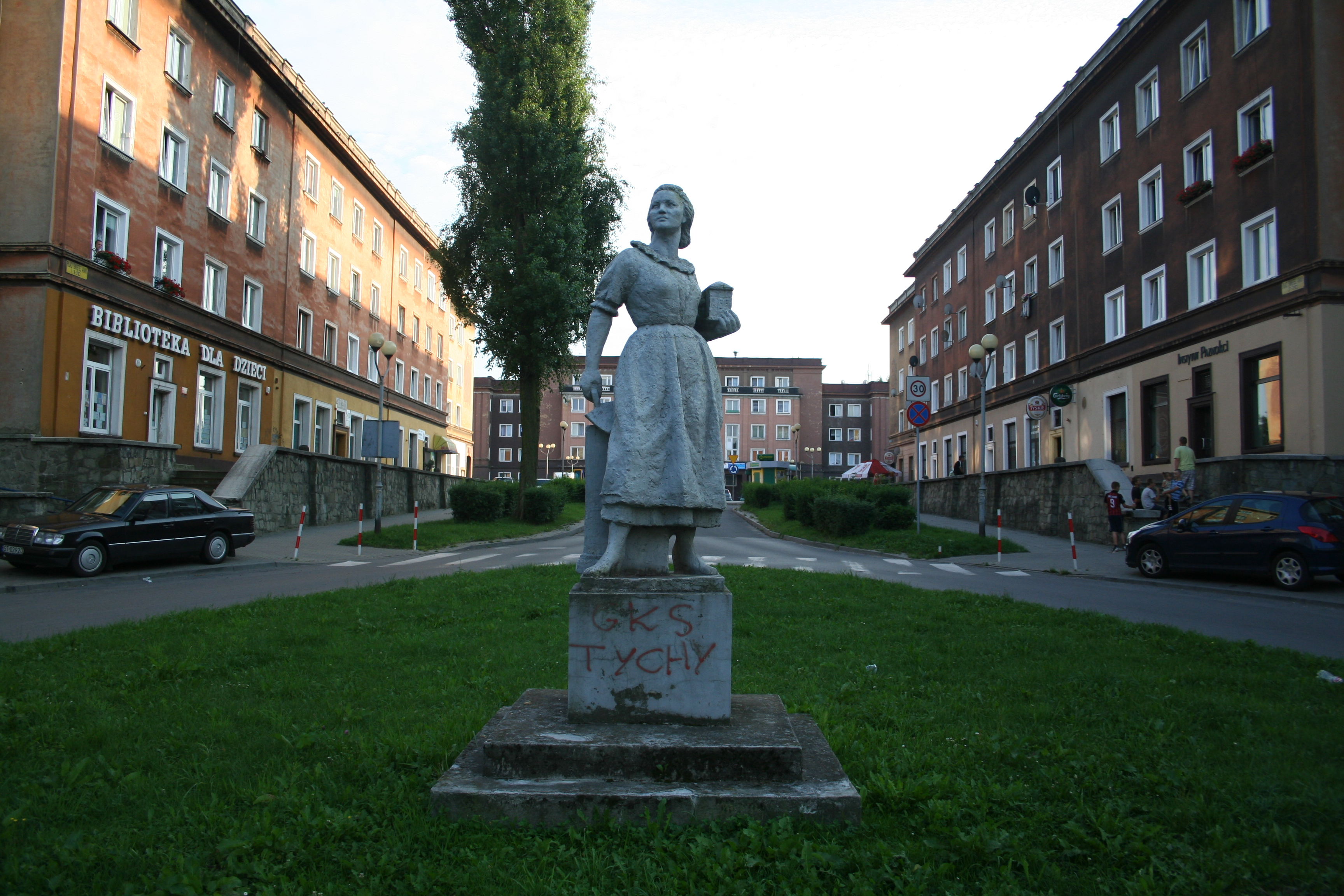
Socrealistyczna rzeźba robotnicy z kielnią na osiedlu A

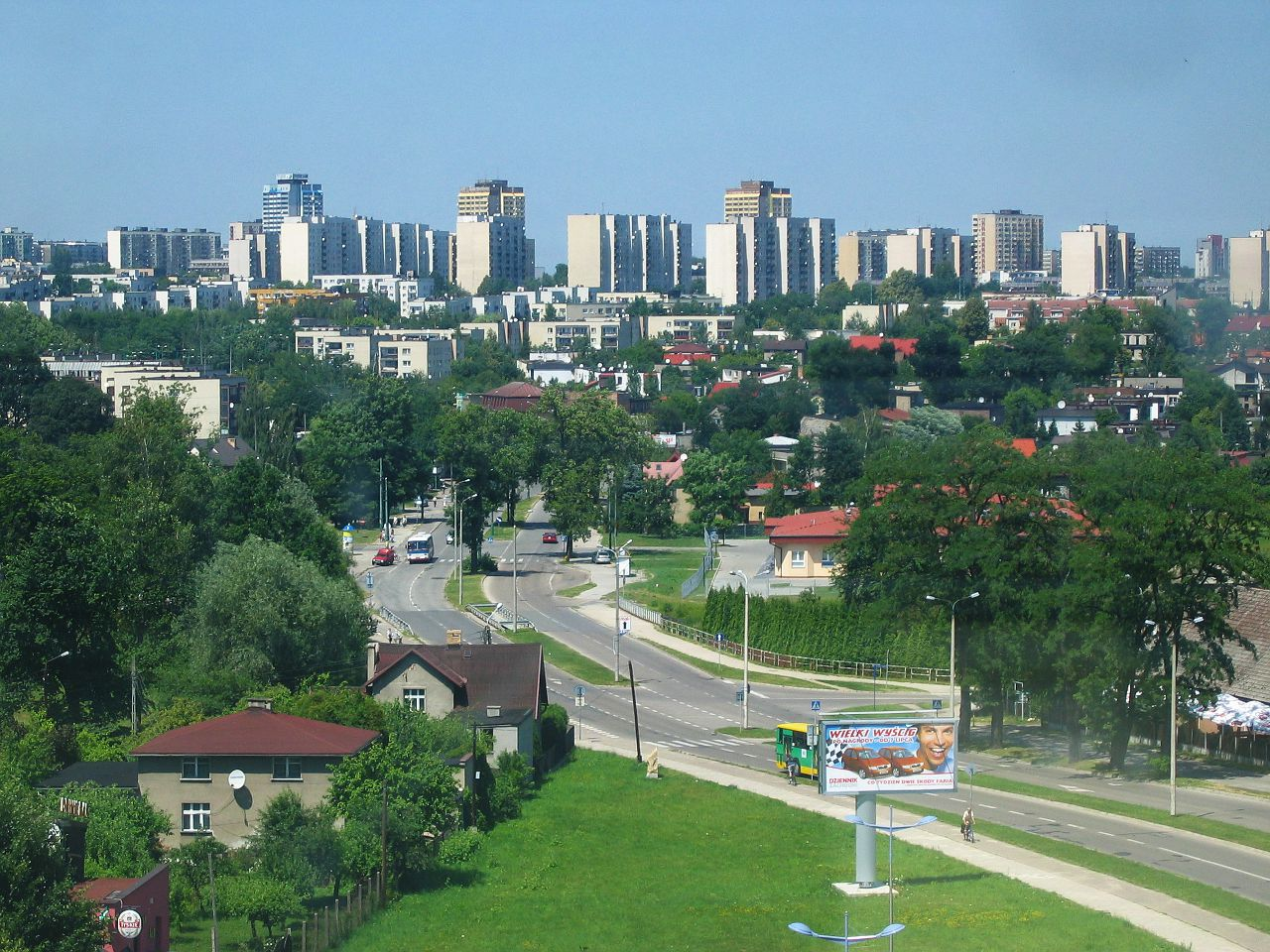
Panorama miasta z piramidy

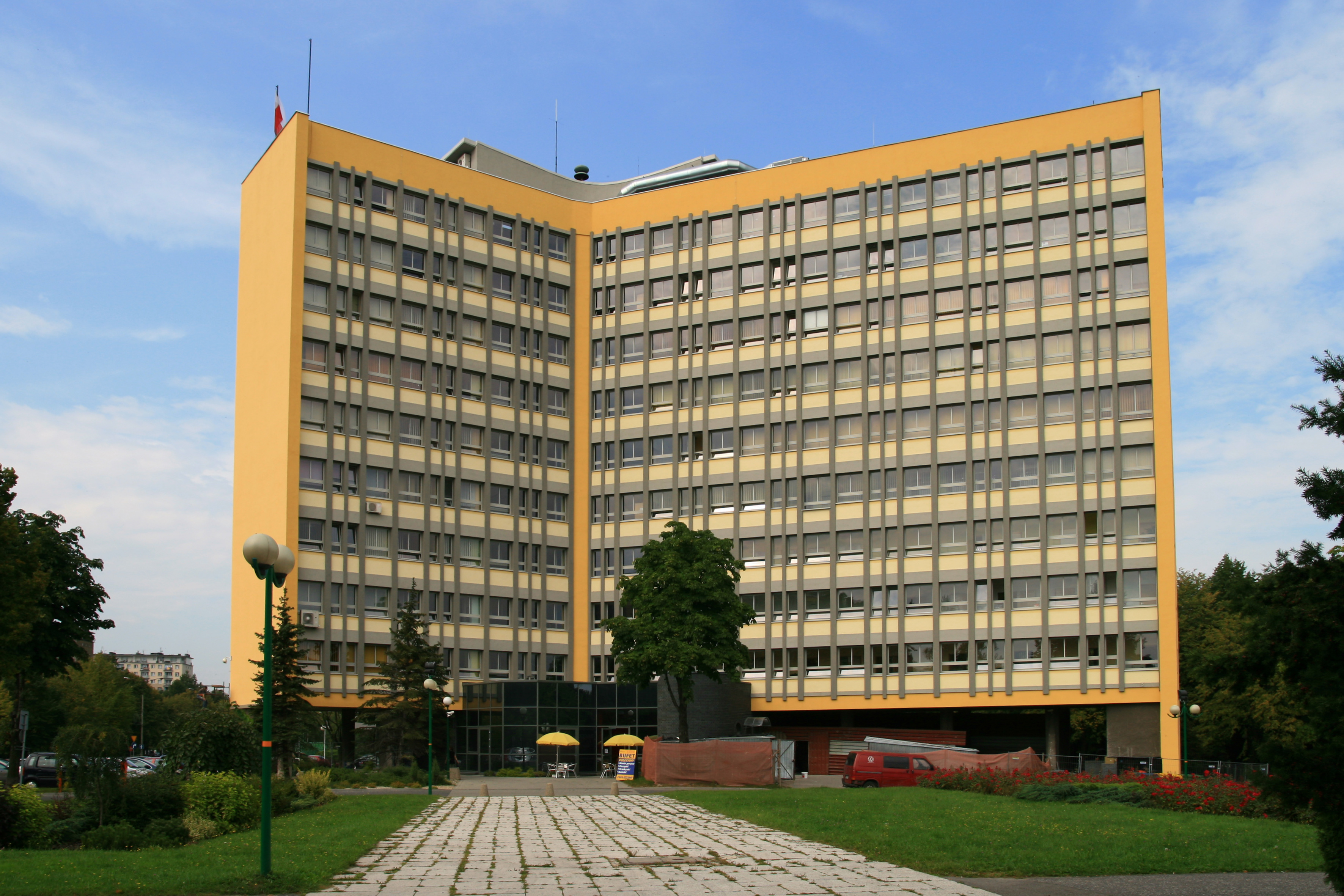
Budynek Urzędu Miasta

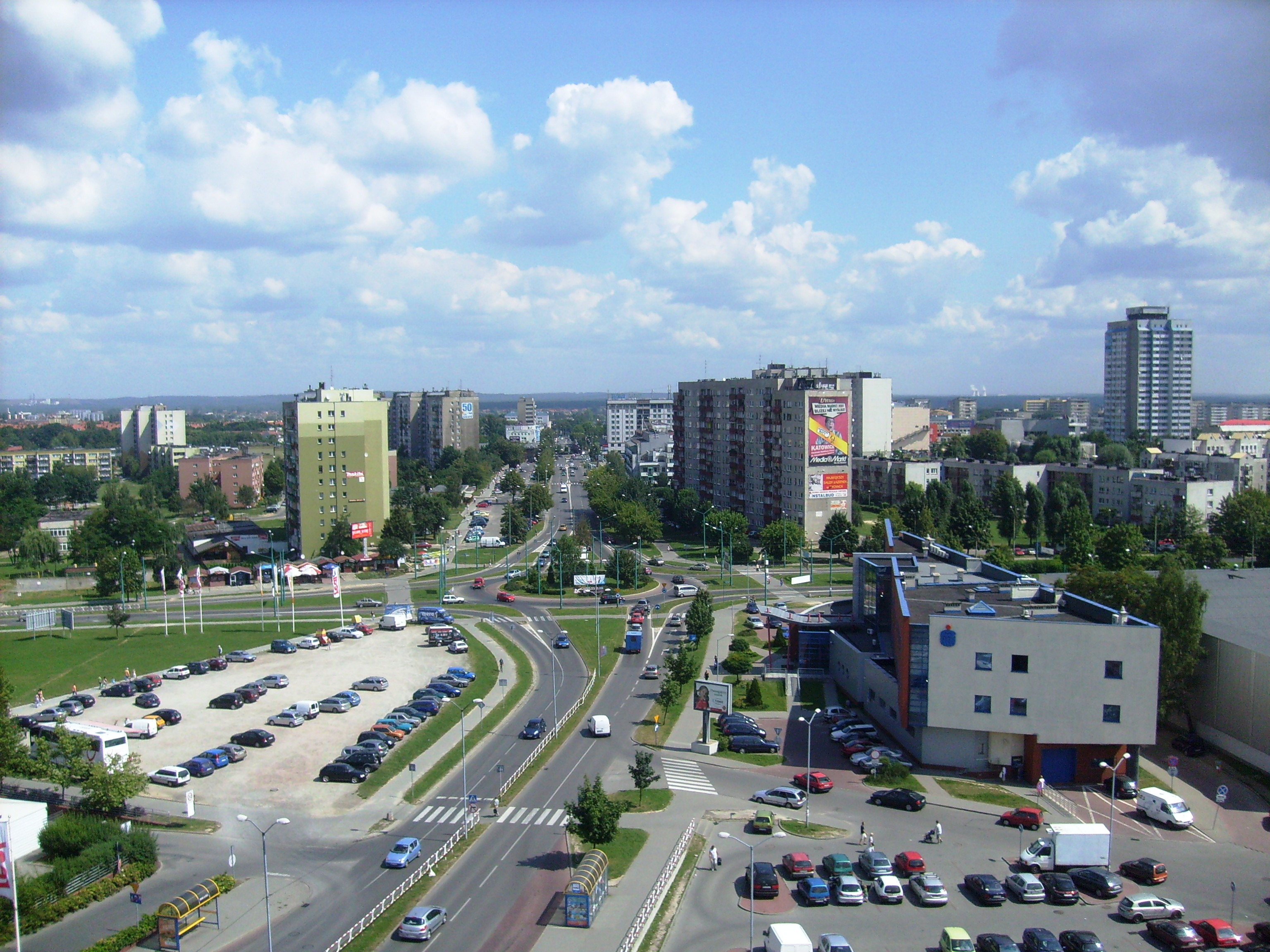
Widok z „Bramy Słońca”

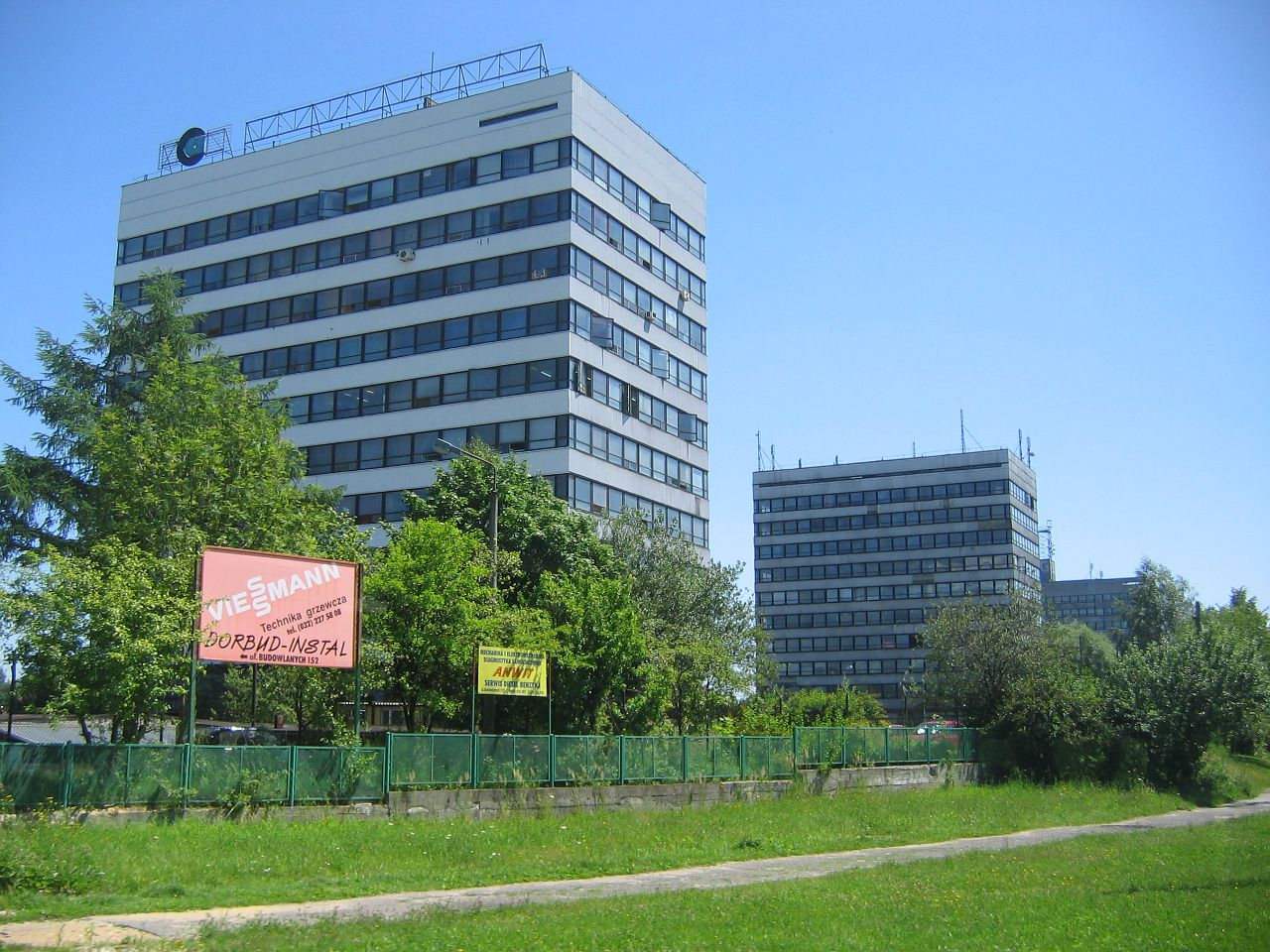
Budynek Carboautomatyki przy ul. Budowlanych

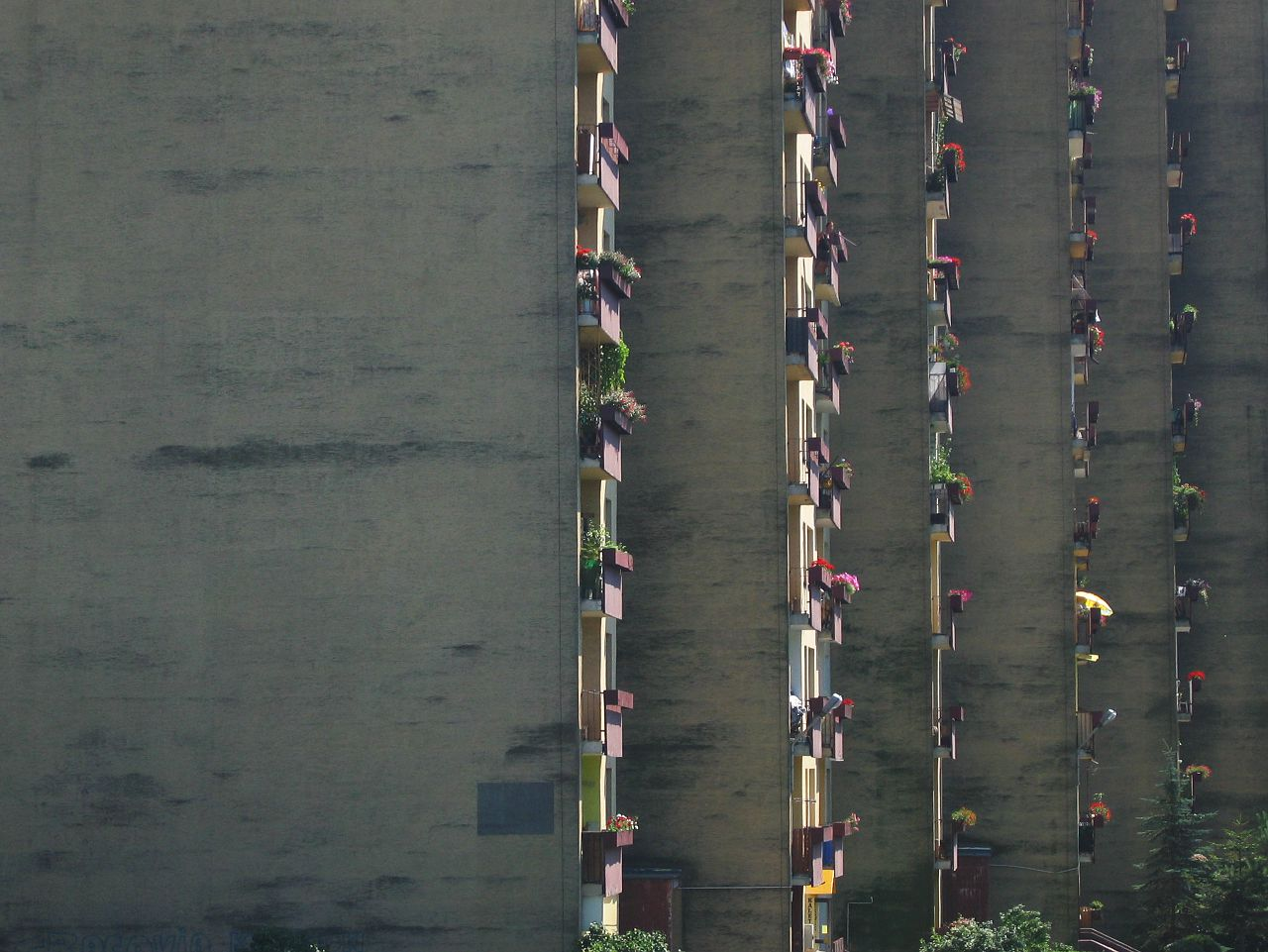
Bloki przy al. Piłsudskiego – od strony „osi zielonej”

Nowe Tychy – realizowany od roku 1950 projekt rozbudowy miasta Tychy, którego generalnymi projektantami byli Kazimierz Wejchert i Hanna Adamczewska.

## Geneza
Uzasadnieniem dla decyzji o budowie miasta Nowe Tychy był opracowany w 1949 r. pod kierunkiem Romualda Pieńkowskiego plan regionalny GOP (zwany także „Planem deglomeracji GOP”). Zakładał on podział Górnośląskiego Okręgu Przemysłowego na dwa obszary (strefy). Strefa „A” obejmowała centralną, zurbanizowaną część aglomeracji o dużym zagęszczeniu uciążliwych obiektów przemysłowych przemieszanych z zabudową mieszkalną. Rozwiązaniem występujących w obszarze „A” problemów miała być zmiana istniejącej struktury przestrzennej poprzez przeniesienie osiedli do obszaru „B”, otaczającego strefę zurbanizowaną pierścieniem o szerokości 10–12 km. Nowe miasta i osiedla miały być sytuowane poza zasięgiem uciążliwości, w szczególności eksploatacji górniczej, lecz w odległości umożliwiającej dojazd do pracy w strefie centralnej. Za najkorzystniejsze uznano lokalizacje w rejonie Tychów, Tarnowskich Gór, Pyskowic i Ząbkowic.
Poza argumentami praktycznymi, istotne znaczenie miał również aspekt propagandowy: chodziło o „naoczne pokazanie struktury miasta socjalistycznego na obszarach szczególnie obciążonych kapitalistyczną spuścizną urbanistyczną i architektoniczną”.
O rozpoczęciu rozbudowy miasta zadecydowała uchwała Prezydium Rządu z 4 października 1950 r.

## Kalendarium
- 1949 r. – rozpoczęcie prac nad planem regionalnym GOP, w ramach którego wytypowano najkorzystniejsze lokalizacje dla nowych miast
- 4 października 1950 r. – uchwała Prezydium Rządu w sprawie rozbudowy miasta Tychy
- październik 1950 r. – powołanie pracowni projektowej „Nowe Miasto Tychy” przy Oddziale ZOR Gliwice, głównym projektantem zostaje prof. Tadeusz Teodorowicz-Todorowski
- koniec 1950 r. – powstają cztery warianty lokalizacji oraz wstępna koncepcja planu miasta dla 100 i 200 tys. mieszkańców
- 1951 r. – pierwsza koncepcja osiedla A, w stylu socrealistycznym, autorstwa zespołu prof. Teodorowicza-Todorowskiego
- 1951 r. – Ministerstwo Budownictwa Miast i Osiedli zleca „Miastoprojektowi” ZOR w Warszawie rozpisanie konkursu rozwiązań alternatywnych – dalsze prace nad koncepcją planu generalnego podejmuje zespół Kazimierza Wejcherta i Hanny Adamczewskiej
- 1952 r. – rozpoczęcie prac nad planami osiedla B
- 19 marca 1953 r. – Prezydium Rządu zatwierdza plan generalny miasta Tychy
- 1953 r. – rozpoczęcie budowy osiedla B
- 1954 r. – rozpoczęcie prac nad pierwszym planem ogólnym miasta w skali 1:5000 – rozwinięcie koncepcji z planu generalnego
- 22 października 1954 r. – zatwierdzenie planu ogólnego NMT
- 1954 r. – utworzenie w Tychach terenowej pracowni „Miastoprojektu” ZOR w Warszawie
- 1956 r. – zakończenie budowy osiedla A
- 1 lipca 1955 r. – powołanie „Miastoprojektu Nowe Tychy”
- 1955 – rozpoczęcie realizacji osiedli C1 i C2 z zastosowaniem prefabrykatów
- 1957 r. – rozpisanie konkursu na pierwszy kościół (niezrealizowany)
- 1958 r. – ukończenie realizacji kościoła św. Jana Chrzciciela – pierwszego kościoła w mieście
- 1959 r. – zakończenie budowy osiedla B
- do 1959 r. – rozpoczęcie realizacji osiedli: C3, E3, E1, E4, E5, D1
- 1960 r. – realizacja przystanku kolejowego Tychy-Śródmieście
- 15 stycznia 1962 r. – zatwierdzenie drugiego planu ogólnego opracowanego w 1960 r. przez Hannę Adamczewską, Kazimierza Wejcherta, M. Niklewicza i Z. Werbe – odejście od koncepcji socrealistycznych, m.in. przekształcenie monumentalnej koncepcji „osi spacerowej” w „oś zieloną”, projektowane centrum miasta mieści się w czworoboku ulic 1 na 1 km
- 1962–1963 r. – „studium centrum miejskiego”
- 1962 r. – opracowanie nowego planu regionalnego pod kierunkiem M. Dziewońskiego, „Plan generalny zespołu miast i osiedli GOP” zakłada ograniczenie programu mieszkaniowego Tychów
- od 1964 r. – realizacja osiedli F1, F2, F4 oraz D3 w technologii prefabrykowanej 540
- 1964 r. – oddanie do użytku Teatru Małego
- 1964 r. – Nagroda Państwowa I stopnia dla Kazimierza Wejcherta i Hanny Adamczewskiej-Wejchert za opracowanie planów zagospodarowania przestrzennego miasta Nowe Tychy oraz autorski wkład w ich realizację[2]
- 1965 r. – rozpoczęcie budowy ratusza (obecnie Urząd Miasta) oraz budynku obecnej Szkoły Muzycznej
- 1966–1968 r. – budowa budynku biurowo-produkcyjnego Zakładu Elektroniki Górniczej
- 1971–1974 r. – budowa Wytwórni Elementów Wielkopłytowych W-70
- 1 stycznia 1972 r. – decyzja o budowie Fabryki Samochodów Małolitrażowych w bezpośrednim sąsiedztwie Tychów, na terenie Urbanowic i Bierunia Starego
- 1972–1973 r. – rozpoczęcie budowy osiedli M i H
- 1972–1976 r. – budowa sztucznego lodowiska
- 1 stycznia 1973 r. – przyłączenie Urbanowic, Jaroszowic, Cielmic i części Bierunia Starego do Tychów w związku z budową FSM
- 1973–1975 r. – prace nad kolejną aktualizacją planu ogólnego uwzględniającego obszar miasta w nowych granicach administracyjnych, docelową liczbę mieszkańców planowano na ok. 200 000
- 1974 r. – budowa osiedla N – pierwszego w systemie W-70
- 1974 r. – osiedle H4
- 1974–1978 r. – realizacja krytej pływalni miejskiej i Domu Towarowego A-Z
- 1975 r. – osiedle T
- 1975 r. – ukończenie budowy osiedla G, ostatniego w północnej części miasta
- 1976 r. – osiedle K
- 1977 r. – osiedla P, R W
- 1977–1985 r. – projektowanie osiedla wzorcowego „Stella”, budowę przerwano w 1990 r.
- 1978–1979 r. – prace nad kolejnym planem ogólnym, po dalszych zmianach granic administracyjnych z 1975 i 1977 r.
- 1979 r. – osiedla U, Z, L, H7
- 1980 r. – osiedle H5
- 1982 r. – osiedle H6
- po 1982 r. – ograniczenie inwestycji mieszkaniowych i zamknięcie tzw. „fabryki domów”

...